# Панчала

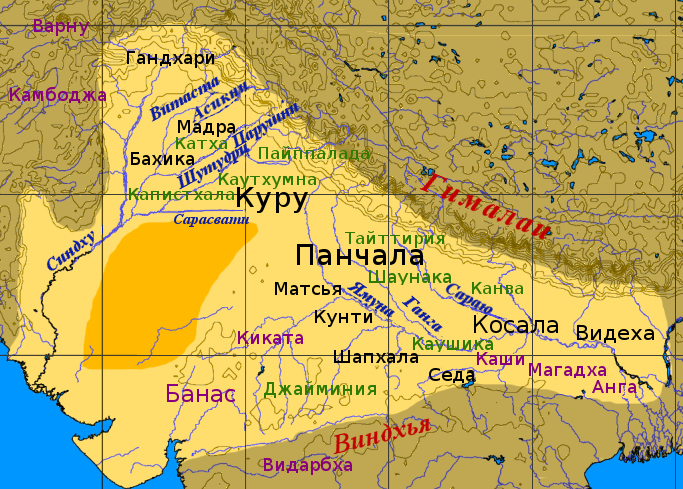
Местоположение царства Панчала в ведийский период.

Панчала (санскр. पांचाल, IAST: Pāñcāla) — исторический регион в Северной Индии, в междуречье Ганги и Ямуны, на территории современный индийских штатов Уттаракханд и Уттар-Прадеш. В ведийский период, царство Панчала было центром урбанистической культуры. Период этот ассоциируется с культурой серой расписной керамики, появившейся около 1100 года до н. э. и пришедшей в упадок к 600 году до н. э., когда царство Панчала стало одной из шестнадцати республик махаджанапад. В этом регионе располагались две ведийские шакхи — Шаунака и Тайттирия.
Панчала занимала территорию между верхними Гималаями и рекой Гангой. Регион делился на две части: Уттара-Панчала и Дакшина-Панчала. Столицей Уттара-Панчалы был город Ахиччхатра, (также известный как Адхичхатра или Чхатравати), который располагался на месте современного города Рамнагар. Столицей Дакшина-Панчалы был город Кампилья или Кампил. На территории Панчалы также находился известный город Каньякубджа (ныне Каннаудж).